# Postolne
Postolne (în ucraineană Постольне) este localitatea de reședință a comunei Postolne din raionul Sumî, regiunea Sumî, Ucraina.

## Demografie
Componența lingvistică a localității Postolne
     Ucraineană (95,09%)
     Rusă (3,04%)
Conform recensământului din 2001, majoritatea populației localității Postolne era vorbitoare de ucraineană (95,09%), existând în minoritate și vorbitori de rusă (3,04%) și armeană (1,64%).